# Список мечетей Башкортостана
В данном списке указаны мечети в населённых пунктах Башкортостана.
В источниках упоминаются мечети XVI—XVII вв. К 2013 году в Башкортостане насчитывается более одной тысячи мечетей. Одной из первых мечетей функционирующих и по сей день является мечеть в с. Староякшеево в Балтачевском районе построена в 1738 году.
В 2013 году в РБ было 1060 мечетей, в 2018 году 1305 мечетей. Более 17 лет строится соборная мечеть на пр. Салавата Юлаева в Уфе.
| Название                                                   | Период строительства |  | Адрес, краткое описание | Изображение |  |
| ---------------------------------------------------------- | -------------------- |  | --- | ----------- |  |
| Ляля-Тюльпан                                               | 1998                 |  | Уфимская мечеть-медресе «Ляля-Тюльпан» — исламский культурный-образовательный центр в Уфе. Открыт 7 апреля 1998 года на улице Комарова, 5. В основу проекта был положен символ приходящей весны, цветущего тюльпана (который издревле был символом тюркских народов), а минареты олицетворяют два бутона. |             |  |
| Соборная мечеть (Алексеевка, Уфимский район)               | 2004                 |  | Соборная мечеть находится в селе Алексеевка Уфимского района Республики Башкортостан. Мечеть представляет собой современное двухэтажное здание с минаретом и пятью небольшими куполами. Снаружи мечеть облицована красным кирпичом, внутри — мрамором. В здании мечети предусмотрены два отдельных молельных зала для мужчин и женщин, есть учебные классы для обучения шакирдов основам ислама. |             |  |
| Первая соборная мечеть Уфы                                 | 1830                 |  | Первая соборная мечеть Уфы — одна из главных мусульманских мечетей Республики Башкортостан и Уфы. Построена по ходатайству Габдрахимова Габдессаляма, строил купец 2-й гильдии г. Уфы Мукмин Тагиров Хазмитев. При мечети действовало медресе «Гусмания» и русско-башкирское 2-классное училище. Объект культурного наследия № 0300109000 |             |  |
| Мечеть Хамза-хаджи                                         | 2006                 |  | Мечеть «Хамза-Хаджи» — мусульманская религиозная организация в Уфе (Республика Башкортостан). Адрес: Уфа, улица Юрия Гагарина, 16. Мечеть располагается в микрорайоне Сипайлово. Строилась около 10 лет на частные средства Хамза-хаджи Галлямова. Была открыта в 2006 г. При мечети работает мусульманская библиотека. |             |  |
| Мечеть Ихлас                                               | 1997                 |  | Мечеть «Ихлас» основана в 1997 году, когда мусульманской религиозной организации Кировского района г. Уфы было передано полуразрушенное здание бывшего кинотеатра «Луч». Здание было перестроено, и 6 июля 2001 г. мечеть была торжественно открыта. Значительная роль в открытии мечети принадлежит имам-хатибу Галлямову Мухаммету Мустафовичу. |             |  |
| Мечеть Асия                                                | 2002                 |  | Мечеть «Асия» находится в селе Максимовка в Калининском районе Уфы. Мечеть «Асия» строится по инициативе и на частные средства семьи Ильдуса Уразбахтиева. Строительство мечети было завещано Уразбахтиеву Ильдусу его дедом Мансуром, который был сыном муллы Мухаммед-Гарифа, репрессированного в 1930-е годы. |             |  |
| Мечеть Мунира (Уфа)                                        | 2002-2011            |  | Мечеть «Мунира» — мусульманская религиозная организация в Уфе (Республика Башкортостан). Находится в Нижегородке в Ленинском районе Уфы и является единственной мечетью в этой части города. Располагается на берегу озера Долгое. |             |  |
| Мечеть Гуфран                                              | 1994                 |  | Мечеть располагается в Ленинском районе города Уфы на территории закрытого Мусульманского кладбища. При мечети работают воскресные детские школы по изучению Корана и основ ислама. |             |  |
| Мадина (мечеть, Уфа)                                       | 2013                 |  | Мечеть в Уфе. Находится в Дёмском районе города по адресу Гатчинская улица, 1 |             |  |
| Ишимбайская соборная мечеть                                | 1990                 |  | г. Ишимбай, ул. Мира |             |  |
| Соборная мечеть                                            |                      |  | г. Ишимбай, ул. Ворошилова. |             |  |
| Соборная мечеть                                            | 1995                 |  | г. Ишимбай, ул. Чайковского. |             |  |
| Старая мечеть                                              | 1874                 |  | г. Стерлитамак |             |  |
| Мечеть Халид бин Валид                                     | 2007                 |  | г. Стерлитамак, ул. Мира, 15. Мечеть строилась 3 года. Автором постройки стала Т. Бурангулова. Здание мечети окружено зелеными минаретами. Общая площадь соборной мечети составляет 824 кв.м. Вместимость мечети — до 800 человек. Внутри мечети на полу — узбекские ковры. |             |  |
| Соборная мечеть (Салават)                                  | 1985                 |  | Соборная мечеть города Салавата представляет собой здание с двумя залами для женщин и мужчин. Высота минарета — 50 метров. |             |  |
| Мечеть Суфия                                               | 2000-2008            |  | Мечеть «Суфия́», также известная как Кантюко́вская мечеть, расположена в селе Кантюковка Стерлитамакского района Башкортостана. Считается одной из красивейших мечетей республики. Главный архитектор — Айвар Саттаров. Мечеть возведена по просьбе жителей села на спонсорские средства уроженца Кантюковки, ныне генерального директора ООО «Таттрансгаз» Рафката Кантюкова. |             |  |
| Мечеть Хакимия                                             | 1907                 |  | Хакимовская (четвёртая соборная) мечеть — мусульманская религиозная организация в Уфе (Республика Башкортостан). Находилась на Бекетовской улице (ныне — улица Мустая Карима). В настоящее время проводится восстановление здания мечети при поддержке Центрального духовного управления мусульман и Российского исламского университета Уфы. Предполагается открыть женское медресе на 300 человек. |             |  |
| Мечеть имени Зайнуллы Ишана                                | 1994                 |  | |             |  |
| Учалинская соборная мечеть Нур                             | 2009                 |  | Мечеть располагается в г. Учалы РБ |             |  |
| «Заитовская» мечеть в г. Октябрьский РБ                    | 2007                 |  | Мечеть располагается в г. Октябрьский РБ |             |  |
| Мечеть «Кадрия» в пос. Зирган Мелеузовского района РБ      | 2005                 |  | Мечеть «Кадрия» в пос. Зирган Мелеузовского района РБ |             |  |
| Мечеть в селе Аминево (Чишминский район) РБ                |                      |  | Мечеть в с. Аминево РБ. До 1917 года в селе было три мечети. В них несли службу три муллы и три муэдзина. В 1935 году все три мечети были разрушены комсомольцами села. |             |  |
| Мечеть «Рамазан» в селе Ермолаево (Куюргазинский район) РБ |                      |  | Мечеть «Рамазан» в с. Ермолаево (Куюргазинский район) открылась в 2008 году в административном центре Куюргазинского района — селе Ермолаево. Помощь в возведении мечети оказали республиканские и районные предприятия и организации, предприниматели. Посильный вклад в богоугодное дело внесли жители района и земляки, проживающие за его пределами. |             |  |
| Сибайская соборная мечеть «Таква»                          | 1996                 |  | Соборная мечеть «Таква» |             |  |
| Баймакская соборная мечеть                                 | 1997                 |  | |             |  |
| Соборная мечеть с. Чекмагуш                                |                      |  | |             |  |
| Соборная мечеть г. Давлеканово РБ                          |                      |  | Соборная мечеть построена до 1907 года в д. Иткулово Белебеевского уезда (в черте г. Давлеканово) на средства жителей села, купца Н.Г.Каримова, братьев А. и М. Утямышевых. Находится в ведении Духовного управления мусульман РБ. Мечеть(25,0х12,9х4,8 м) одноэтажная, с 2‑скатной крышей; стены выложены из белого камня и отделаны песчаником. Минарет деревянный, высотой 12 м. В мечети 2 молитвенных зала. В 1930 году закрыта, минарет снесён, здание передано под клуб. В 1993 году мечеть возвращена верующим, идут восстановительные работы. |             |  |
| Мечеть "Ихлас                                              | 2016-2020            |  | Мечеть построена в Кармаскалинском районе д. Мурзино. Мечеть "Ихлас" построена предпринимателем Маратом Утягуловым, выходцем села. |             |  |
| Мечеть села Зигитяк                                        | 1912-1914            |  | |             |  |
| Юлукская соборная мечеть                                   | 1911                 |  | |             |  |